# Гліфосат
Гліфосат — хімічна сполука з групи фосфонатів, Фосфонометиламінооцтова кислота, амонійна або-ж калійна сіль якої становлять основний компонент найпоширеніших системних гербіцидів широкого спектра дії, які застосовують в усьому світі для боротьби з бур'янами та десикації  сільськогосподарських культур. У порівнянні з іншими гербіцидами гліфосат вважають малотоксичним для тварин і людини. Різні продукти-гербіциди відрізняються концентрацією гліфосату, композицією самої солі та препаративною формою.
Компанія Monsanto запатентувала гліфосат як речовину-компонент гербіцидів проти бур'янів в 1970-х роках, а перший гербіцид «Roundup» (Раундап) отримав дозвіл у США в 1974 році і незабаром після цього в усіх європейських країнах. Промисловість представляє гліфосат як безпечний. Monsanto стверджує, що гліфосат «практично нетоксичний». Гліфосат-вмісні гербіциди до початку 90-х не були придатні для безпосереднього застосування у вирощуванні сільськогосподарських культур, але в 1990-ті роки Monsanto розробила за допомогою генної інженерії культурні рослини, які мають стійкість до гліфосату. Сьогодні 85 % вирощуваних в усьому світі ГМ-культур є стійкими до гербіцидів, і майже половина (65 млн га) сільськогосподарських угідь США була засаджена у 2012 році культурами від Monsanto зі стійкістю до гліфосату. У 2015 році понад 100 тисяч тон гліфосату було використано в США для боротьби з бур'янами.
У Європейському Союзі на розгляді Європейської комісії (ЄК) перебуває 14 заявок на затвердження ГМ-культур, стійких до гербіцидів та, зокрема, до гліфосату, які дозволені для комерційного виробництва. Це — кукурудза, бавовна, соя та цукрові буряки.

## Промислове отримання
У промисловості гліофсат отримують двома основними методами.
Перший базується на реакції імідооцтової кислоти з трихлоридом фосфору та формальдегідом (аналогічно до реакції Манніха). Потім утворений продукт окислюють в гліфосат.
Другий метод отримання базується на реакції диметилфосфіту з гліцином і формальдегідом в органічному розчиннику (зазвичай у триетиламіні чи метанолі) з подальшим гідролізом соляною кислотою. Цей підхід більш розповсюджений в Китаї, він може стати більш економічно вигідним і панівним у світі, якщо буде розроблено спосіб регенерації розчинника чи суттєвого зменшення його використання.

## Біологічний вплив
Промислові дослідження показують, що коли худобу годують гліфосатом з рівнем, допустимим для кормів, залишки гліфосату можуть бути присутніми в низьких концентраціях у молоці та яйцях, а також у печінці та нирках. В останні роки ряд наукових досліджень викликали стурбованість щодо безпеки гліфосату, і були заклики до заборони гліфосат-вмісних гербіцидів. За результатами проведеного дослідження у середньому в 44 % усіх зразків добровольців з 18 країн було виявлено залишки гліфосату в сечі.[джерело?]
У 2012 році отримано певні ознаки цитотоксичності й генотоксичності гліфосату для епітеліальних клітин людини, що актуально для робітників, які випадково можуть вдихнути значні дози препарату.
У 2013 році Стефані Сенефф з MIT, яка є відомою противницею розповсюдження гербіцидів, опублікувала суперечливу статтю, у якій вона стверджує про можливий генотоксичний ефект гліфосату на людину через метаболічний вплив на бактеріальну флору кишки, а також пов'язала використання гліфосату з цілим букетом захворювань, як ожиріння, цукровий діабет, хвороби серця, депресія, рак, хвороба Альцгеймера та аутизм. Це суперечливе твердження поширили відомі ЗМІ, зокрема Reuters.
У 2013 році Німецький федеральний інститут з оцінки ризиків (Bundesinstitut für Risikobewertung — BfR) оприлюднив доповідь, у якій він не зазначив жодних доказів щодо ракотворчої, мутаційної чи негативної щодо мікрофлори, репродуктивної системи чи плоду дії гліфосату на піддослідних тварин, і тільки токсичність деяких гербіцидів через додаткові речовини, а не гліфоса, можна в деяких випадках розглядати як небезпеку. Однак у 2014 році цю доповідь розкритикували деякі організації, зокрема Testbiotech оприлюднив докладний огляд всіх положень і критику щодо дослідження, яке провели офіційні німецькі інституції.
На початку 2015 року BfR переглянув і доповнив свою доповідь та оголосив, що хоча основні висновки в доповіді не змінилися, існує необхідність додаткових досліджень і консультацій на рівні Європейського союзу.
У березні 2015 року Міжнародне агентство з вивчення раку (МАВР) заявило, що існують «деякі свідчення», які вказують на ймовірність виникнення в людей раку в разі використання гербіциду гліфосату, та класифікувало препарат як канцерогенний.
У травні 2016 року ФАО і ВООЗ дійшли на спільний зустрічі висновку, що гліфосат навряд чи є канцерогенним для людини у випадку його споживання разом з їжею.
Компанія Monsanto програла позов від американського фермера в Каліфорнії в серпні 2018 року. Докази зв'язку утворення неходжкінської лімфоми з гліфосатами було визнано достатніми.
Компанія Bayer, що придбала компанію-виробника гліфосату Monsanto у 2018 році, повідомила в липні 2019 року про 18400 позовів у судах США проти них зі звинуваченнями в ракотворчій дії гліфосату.

## Політика та скандали
У процесі символічного Міжнародного трибуналу проти «Монсанто» в 2016 році Марі-Монік Робін висвітлює наслідки негативного впливу на здоров’я гліфосату, діючої речовини «Раундапу», найбільш розповсюдженого гербіциду у світі.
Судовий процес відбувається в Гаазі, де жертви, вчені та експерти з 5 континентів розповідають про наслідки впливу пестицидів: вроджені каліцтва дітей, ракові захворювання, різні патології та ін. і знищення навколишнього середовища[джерело?].
Упродовж 2017 року деякі країни (Південна Корея, Колумбія, Бразилія, Франція, Німеччина) обмежили використання гліфосату. У ЄС тривають дискусії та дослідження щодо гліфосату, натомість позиція українського МОЗ залишається невідомою.
У 2017 році, в США під час судового розгляду колективного позову кількох десятків осіб, які заявляли, що захворіли на рак (у вигляді неходжкинських лімфом) внаслідок впливу гліфосату, адвокати позивачів стверджували, що компанія Monsanto з допомогою чиновника Управління з охорони навколишнього середовища США протидіяла дослідженням канцерогенності гліфосату.
Незважаючи на те, що у 2015 році ВООЗ назвала гліфосат «імовірним канцерогеном людини», у 2017 році цей хімікат був знову дозволений до застосування в ЄС до 15 грудня 2023 року (включно). На початку осені 2023 року Єврокомісія розробила проєкт аналогічної постанови щодо гліфосату після того, як Управління з безпеки харчових продуктів ЄС (EFSA) і Європейське хімічне агентство (ECHA) визнали його таким, що не є «критичною небезпекою». Європейська комісія (ЄК) запропонувала повторно схвалити гліфосат, який входить до складу поширених засобів для знищення бур’янів. Експерти та екологи висловлюють стурбованість тим, як постійне використання цієї хімічної речовини позначається на харчуванні та продовольчій безпеці. Якщо 12 жовтня 2023 року новий регламент буде схвалено Постійним комітетом ЄК з рослин, тварин, харчових продуктів та кормів (SCoPAFF), то спірний хімікат буде дозволено до застосування в ЄС ще на 10 років.